# Crypt Killer
Crypt Killer (ou ヘンリーエクスプローラーズ (), Henry Explorers au Japon) est un jeu vidéo de tir développé et édité par Konami, sorti en 1995 en arcade, puis porté sur Saturn, PlayStation et Microsoft Windows.